# Volo Ariana Afghan Airlines 202
Il volo Ariana Afghan Airlines 202, un Douglas DC-4 con codice di registrazione YA-BAG, era un volo di linea internazionale partito dal Libano e diretto in Afghanistan, con scali programmati all'aeroporto di Mehrabad in Iran e all'aeroporto internazionale di Kandahar in Afghanistan. Il 21 novembre 1959, due minuti dopo il decollo, l'aereo si schiantò contro il fianco di una collina ad Aramoun, vicino a Beirut. Divampò un piccolo incendio in cabina poco dopo l'incidente, uccidendo 24 dei 27 passeggeri a bordo. I 3 passeggeri sopravvissuti furono portati in ospedale a Beirut, ma due di loro morirono in ospedale.

## Cause
L'inchiesta rilevò che il giorno prima, dopo un volo da Francoforte, il volo aveva subito un ritardo di 20 ore a causa di difficoltà tecniche. Vennero proposte due cause:
- Un errore di navigazione, in quanto il pilota non aveva eseguito correttamente una svolta a destra come avrebbe dovuto, perché si era dimenticato o era stato distratto da qualche evento insolito.
- Un incendio al motore n. 1, che indusse il pilota a concentrarsi su operazioni d'emergenza con conseguente riduzione della velocità di virata e salita.